# 虞汲
虞汲，南宋末年、元朝初年隆州仁寿（今四川仁寿县）人，虞允文的四世孙，虞刚简的孙子，虞㠭的儿子。
虞汲在宋朝官至黄冈县尉。南宋灭亡，他侨居临川崇仁，与吴澄为友，吴澄称他的文章风格清醇。曾经两次至元大都，赎出被俘的族人十余口回到江南，于是家中更加贫困。晚年出任小官，在诸生中教授，被孛术鲁翀、欧阳玄而称许，官至翰林院编修致仕。娶妻杨氏，是国子祭酒杨文仲之女。咸淳年间，杨文仲守衡山，虞汲跟从，当时还没有儿子，于是向南岳祈祷。杨氏将生儿子之前，杨文仲早晨起来，穿好衣冠坐着打瞌睡，梦到一道士至面前，牙兵禀告说：“南岳真人来见。”醒了之后，听说女儿生了一个男孩，心中非常惊奇。这个男孩被取名为虞集。虞集三岁就知道读书，1275年，虞汲带着全家去岭南，战争中没有携带书册，杨氏口授《论语》、《孟子》、《春秋左氏传》、欧阳修、苏轼之文，虞集听后就能背诵。虞集有弟虞槃。